# Mars 1918

## Événements
- Des troupes chinoises franchissent la frontière mongole avec l'autorisation du Bogdo Gegen, sous prétexte de protéger la frontière orientale contre la Russie soviétique. Arrivée de Russes blancs en Mongolie au début de l'année. Mouvement panmongoliste, soutenu par le Japon et dirigé par l'Ataman Semionov.
- Création à Saltillo de la Confédération régionale ouvrière mexicaine (CROM, Confederación Regional Obrera Mexicana).
- Proclamation de la république démocratique biélorusse. Le Parlement de Bessarabie vote en faveur du rattachement à la Roumanie.
- Mars - mai : grèves à Paris et Saint-Étienne.
- Mars - juillet : grande bataille de France.

- 3 mars : paix séparée entre la Russie et les empires centraux signée à Brest-Litovsk : la Russie évacue les provinces d'Anatolie orientale pour les restituer à la Turquie. Ardahan, Kars et Batoum seront également évacuées par les troupes Russes.

- 3 au 30 mars : Hubert Lyautey accepte d'accorder à Pierre Latécoère une convention postale, mais demande, à titre de test, de se faire livrer son courrier par avion. Deux avions « Salmson » décollent alors de Toulouse, direction le Maroc, mais ces deux appareils sont rapidement hors d'état de poursuivre leur route. Nouveau décollage de Toulouse le 8 mars. Cette fois, l'avion parvient à rallier Casablanca dès le 9 mars. Lyautey signe finalement la convention postale de Latécoère le 30 mars.

- 6 mars : John Oliver devient premier ministre de Colombie-Britannique.

- 7 mars : Signature du traité de Berlin, reconnaissant l'indépendance de la Finlande.

- 9 mars :
  - France : passage à  l'heure d'été pour réaliser des économies d'éclairage[1].
  - Le siège du gouvernement soviétique est transféré de Pétrograd à Moscou.

- 12 mars : 
  - Les Ottomans reprennent Erzurum et perpètrent de nouveaux massacres d'Arméniens.
  - Moscou devient capitale de la RSFSR.

- 13 mars : 
  - Trotski, nommé commissaire du peuple à la guerre, est chargé d'organiser l'Armée rouge.
  - Les Alliés rompent leurs relations diplomatiques avec la Russie et imposent un blocus.

- 15 mars : gouvernement Alexandru Marghiloman (germanophile) en Roumanie.

- 18 mars : le royaume de Roumanie signe un traité de paix préliminaire avec les puissances centrales à Buftea.

- 21 mars : début de la bataille de Picardie. Offensive allemande contre les Britanniques entre Arras et la Fère-en-Tardenois (Luddendorff et Hindenburg).

- 21 mars au 18 juillet : offensive du printemps des Allemands. Les Alliés réussissent à les contenir.

- 23 mars au 31 mars : 
  - Paris est bombardée par les Pariser Kanonen (et non la Grosse Bertha).

- 25 mars : 
  - La Biélorussie est proclamée indépendante pour la première fois. Mise en place de la République populaire biélorusse.

- 26 mars : le général Foch est nommé commandant-en-chef du front de l'Ouest, avec le titre de généralissime.

- 28 mars - 2 avril : début des émeutes de Québec. L'armée fait feu sur les manifestants : quatre sont tués, on compte plusieurs blessés ; la police procède à 58 arrestations. Le gouvernement Robert Borden suspend l'Habeas corpus.

- 30 mars : le général Pershing met les forces américaines à la disposition de Foch.

- 31 mars : début d'une révolte étudiante en Argentine. Manifestation de masse à Córdoba.

## Naissances
- 3 mars : San Yu, Président de la Birmanie (1981-1988) († 30 janvier 1996).
- 5 mars : James Tobin, économiste américain († 11 mars 2002).
- 6 mars : Howard McGhee, trompettiste de jazz américain († 17 juillet 1987).
- 16 mars : Evert Musch, peintre néerlandais († 5 décembre 2007).
- 18 mars : François Dalle, ancien président de L'Oréal († 9 août 2005).
- 22 mars : Edward Van Dyck, coureur cycliste belge († 22 avril 1977).
- 23 mars : Pierre Sainderichin, journaliste français († 14 avril 2012).

## Décès
- 1er mars : Harlan Carey Brewster, premier ministre de Colombie-Britannique alors qu'il était en fonction.
- 13 mars : Reginald Pridmore, joueur britannique de hockey sur gazon et membre de l’équipe olympique. (° 29 avril 1886).
- 21 mars : Jules Covin, as de l'aviation française de la Première Guerre mondiale (° 19 octobre 1895).
- 25 mars : Claude Debussy, compositeur français.
- 28 mars : Alphonse Brousse, sous lieutenant.
- 30 mars : Despina Storch, espionne ayant servi l'Empire ottoman et l'Empire allemand.

1. Voir aussi